# Route 101 (Québec)
Die Route 101 ist eine Nationalstraße (Route nationale) der kanadischen Provinz Québec und führt durch die Verwaltungsregion Abitibi-Témiscamingue.

## Streckenbeschreibung
Die 289,3 km lange Überlandstraße führt von Témiscaming, wo sie die nordöstliche Fortsetzung des Ontario Highway 63 bildet, in nördlicher Richtung über Ville-Marie, Notre-Dame-du-Nord und Rouyn-Noranda nach Macamic. Sie verläuft anfangs entlang dem Ostufer des Lac Témiscamingue.